# Morawa (województwo warmińsko-mazurskie)
Morawa (niem. Maraunen) – osada w Polsce położona w województwie warmińsko-mazurskim, w powiecie lidzbarskim, w gminie Lidzbark Warmiński.
W latach 1975–1998 miejscowość administracyjnie należała do województwa olsztyńskiego.  Osada znajduje się w historycznym regionie Warmia.